# Калавон
Калавон (фр. Calavon) је река у Француској. Дуга је 88 km. Улива се у Диранс. 